# Formule 4

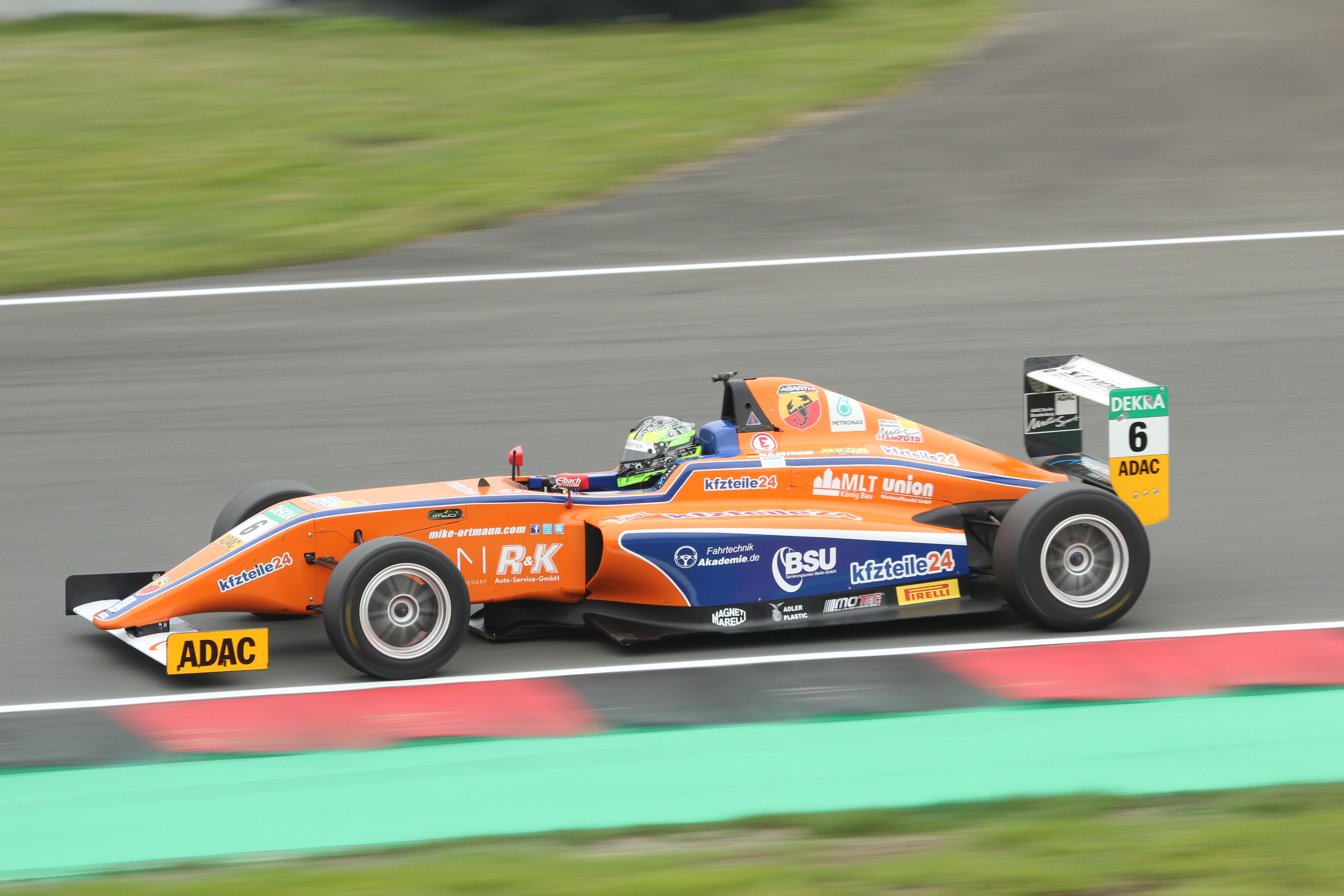
La Tatuus F4 T014 de Mike David Ortmann en F4 allemande.

La Formule 4 FIA, également connue sous son acronyme F4 est une catégorie de compétition automobile de type monoplace. Réglementée par la Fédération internationale de l'automobile (FIA), cette catégorie sert d'étape de sélection parmi les jeunes pilotes de course souhaitant devenir professionnels et permet d'accéder, pour les meilleurs, à une catégorie supérieure, la Formule 1 étant la catégorie ultime.
La Formule 4 est apparue au début des années 1960 mais n'a eu à l'époque que peu de succès et de compétitions. La discipline fait son retour à partir de 2014. 
Cette formule de compétition a pour but initial de permettre aux pilotes de faire leurs premiers pas en course automobile, immédiatement après le karting. Considérée comme l'une des plus petites formules de promotions, elle se dispute sur plusieurs championnats nationaux ou multi-nationaux à travers le monde.

## Historique
Les années 2000 voient apparaître un nombre important de championnats locaux et nationaux utilisant de petites monoplaces légères et qui permettent aux jeunes pilotes issus du karting de faire leurs premiers pas en monoplaces. Certaines de ces séries connaissent un succès phénoménal (telles que certains championnats de Formule Renault 2.0 qui réunissent en moyenne une trentaine de pilotes sur la grille).
Au début des années 2010, certains championnats sont progressivement désertés par les pilotes en raison de leur coût excessif, les catégories supérieures telles que la Formule 3 en font également les frais si bien que seulement une quinzaine de monoplaces sont inscrites pour la saison 2011 de Formule 3 Euro Series. La Fédération internationale de l'automobile relance le championnat d'Europe en 2012.
En 2013, la FIA réfléchit à uniformiser les catégories des différents championnats juniors et rédige le règlement technique de la catégorie Formule 4 qui est utilisé dès 2014 avec l'apparition des championnats italien et sud-américains. La catégorie F4 nouvellement créée harmonise les spécifications techniques de monoplaces engagées dans les différents championnats nationaux et permet alors aux pilotes de faire leurs premiers pas en sport automobile à moindres frais.
En 2015, sept nouveaux championnats apparaissent dans le monde, presque tous descendants de catégories existantes.

## Voitures

### Modèles homologués

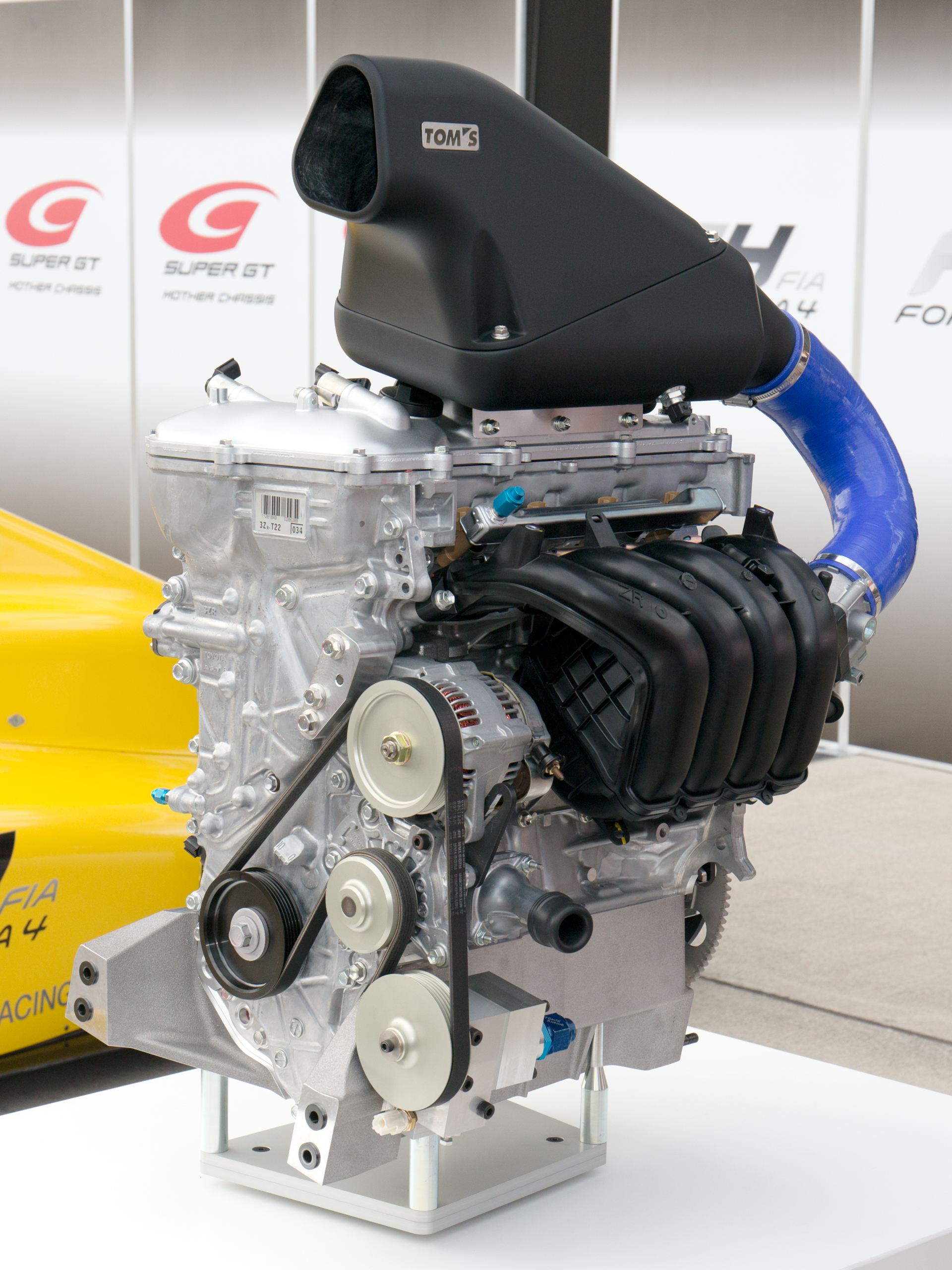
Moteur Toyota 3ZR (championnat japonais).

#### Châssis

##### Ancienne génération
- Tatuus F4 T014
- Dome F110
- Mygale M14-F4
- KCMG MG-01 Hybrid
- Crawford F4-16

##### Nouvelle génération
- Tatuus F4-T421
- Mygale M21-F4
- Toray Carbon Magic MCS4-24

#### Moteurs
- Abarth FTJ (1,4 L)
- Toyota/TOM'S 3ZR (2 L)
- Honda K20 C2 (2 L)
- Geely G-Power GLD 4G20 (2 L)
- Ford EcoBoost (1,6 L)
- Renault (1,3 L) Turbo

Boîte de vitesses : SL7514LW SADEV (robotisée) .

## Épreuves

### Compétitions de FIA Formule 4 actuelles
| Zone - pays     | Compétition                                     | Appellation originale                        | Cat. | Monoplace                      | Création   |
| --------------- | ----------------------------------------------- | -------------------------------------------- | ---- | ------------------------------ | ---------- |
| Italie          | Championnat d'Italie de Formule 4               | Italian F4 Championship                      | FIA  | Tatuus F4-T421 Abarth          | 2014       |
| Royaume-Uni     | Championnat de Grande-Bretagne de Formule 4     | F4 British Championship                      | FIA  | Tatuus F4-T421 Abarth          | 2015       |
| Chine           | Championnat de Chine de Formule 4               | F4 Chinese Championship                      | FIA  | Mygale M14-F4 Geely            | 2015       |
| Japon           | Championnat du Japon de Formule 4               | F4 Japanese Championship                     | FIA  | Dome F110 Toyota/TOM'S         | 2015       |
| Mexique         | Championnat de Formule 4 de la NACAM            | NACAM Formula 4 Championship                 | FIA  | Mygale M14-F4 Ford             | 2015       |
| Espagne         | Championnat d'Espagne de Formule 4              | Spanish Formula 4 Championship               | FIA  | Tatuus F4-T421 Abarth          | 2016       |
| États-Unis      | Championnat des États-Unis de Formule 4         | United States Formula 4 Championship         | FIA  | Ligier-Crawford JS F4-16 Honda | 2016       |
| Danemark        | Championnat du Danemark de Formule 4            | F4 Danish Championship                       |      | Mygale M14-F4 Renault          | 2017       |
| France          | Championnat de France de Formule 4              | FFSA F4 French Championship                  | FIA  | Mygale M21-F4 Alpine           | 2018       |
| France          | VdeV Challenge Monoplace                        | VdeV Challenge Monoplace                     |      |                                | 2018       |
| Finlande        | Formula Academy Finland                         | Formula Academy Finland                      |      | Tatuus F4-T014 Abarth          | 2018       |
| Monde           | FIA Motorsport Games Formula 4 Cup              | FIA Motorsport Games Formula 4 Cup           | FIA  | KCMG MG-01 Abarth              | 2019       |
| États-Unis      | Formula Pro USA F4 Western Championship         | Formula Pro USA F4 Western Championship      |      | Ligier-Crawford JS F4-16 Honda | 2020       |
| Brésil          | Championnat du Brésil de Formule 4              | F4 Brazil Championship                       | FIA  | Tatuus F4-T421 Abarth          | 2021       |
| Europe centrale | Championnat d'Europe centrale ACCR de Formule 4 | ACCR Formula 4 Championship                  | FIA  | Tatuus F4-T421 Abarth          | 2023       |
| Inde            | Championnat d'Inde de Formule 4                 | F4 Indian Championship                       | FIA  | Tatuus F4-T421 Abarth          | 2023       |
| Europe          | Championnat d'Euro 4                            | Euro 4 Championship                          | FIA  | Tatuus F4-T421 Abarth          | 2023       |
| Australie       | Championnat d'Australie de Formule 4            | CAMS Jayco Australian Formula 4 Championship | FIA  | Tatuus F4-T421 Abarth          | 2015, 2024 |
| Arabie Saoudite | Championnat d'Arabie Saoudite de Formule 4      | F4 Saudi Arabian Championship                | FIA  | Tatuus F4-T421 Abarth          | 2024       |
| Thaïlande       | Championnat de Thaïlande de Formule 4           | Formula 4 Thailand                           | FIA  | Tatuus F4-T421 Abarth          | 2025       |
| Moyen-Orient    | Championnat du Moyen Orient de Formule 4        | F4 Middle East Championship                  | FIA  | Tatuus F4-T421 Abarth          | 2025       |

| Icône | Catégorie           |
| ----- | ------------------- |
| FIA   | Certifié par la FIA |

### Anciennes compétitions de FIA Formule 4
| Zone - pays         | Compétition                                      | Appellation originale                       | Cat.  | Monoplace             | Disparition |
| ------------------- | ------------------------------------------------ | ------------------------------------------- | ----- | --------------------- | ----------- |
| Émirats arabes unis | Championnat des Émirats arabes unis de Formule 4 | United Arab Emirates Formula 4 Championship | FIA   | Tatuus F4-T421 Abarth | 2024        |
| Allemagne           | Championnat d'Allemagne de Formule 4             | ADAC F4 Germany                             | FIA   | Tatuus F4-T014 Abarth | 2022        |
| Russie              | Championnat d'Europe du Nord de Formule 4        | SMP F4 NEZ Championship                     | [ 2 ] | Tatuus F4-T014 Abarth | 2019        |
| Asie du Sud-Est     | Championnat d'Asie du Sud-Est de Formule 4       | South East Asia Formula 4 Championship      | FIA   | Mygale M14-F4 Renault | 2019        |
| Argentine           | Championnat d'Argentine de Formule 4             | F4 Argentina Championship                   | FIA   | Mygale M14-F4 Geely   | 2021        |

### Volants de détections / écoles de pilotage
| Zone - pays      | Programme                          | Organisateur                                                                            | Monoplace                   | Championnat associé                     |
| ---------------- | ---------------------------------- | --------------------------------------------------------------------------------------- | --------------------------- | --------------------------------------- |
| France           | Volant Winfield                    | Winfield Racing School                                                                  | Mygale M14-F4 Renault       | Championnat de France de Formule 4      |
| France / Espagne | Richard Mille Young Talent Academy | Richard Mille All Road Management MP Motorsport (depuis 2021)                           | Tatuus F4-T421 Abarth       | Championnat d'Espagne de Formule 4      |
| France           | FEED Racing France                 | FEED Racing France (Jacques Villeneuve et Patrick Lemarié)                              | Mygale M14-F4 Renault       | Championnat de France de Formule 4      |
| Belgique         | RACB Road To F4                    | Royal Automobile Club de Belgique                                                       | Mygale M21-F4 Renault       | Championnat de France de Formule 4      |
| Monde / France   | FIA Girls on Track - Rising Stars  | Fédération internationale de l'automobile Ferrari Driver Academy Winfield Racing School | Mygale M21-F4 Renault       | Championnat d'Italie de Formule 4       |
| États-Unis       | Bondurant F4 School                | Bondurant High Performance Driving School                                               | Ligier-Crawford JS F4 Honda | Championnat des États-Unis de Formule 4 |

## Appellation «F4»
Certains championnat portent le nom de « F4 » sans utiliser les monoplaces de la réglementation FIA F4.
| Zone - pays | Compétition                           | Appellation originale | Règlement                             | Date création |
| ----------- | ------------------------------------- | --------------------- | ------------------------------------- | ------------- |
| Japon       | Championnat du Japon de Formule 4 JAF | JAF Japan Formula 4   | Japan Automobile Federation           | 1993          |
| Canada      | CASC F4 Canada                        | CASC F4 Canada        | F4 Canada et la 3/4 Litre Association |               |